# Cooper (Texas)
Cooper település az Amerikai Egyesült Államok Texas államában, Delta megyében, melynek megyeszékhelye is. Lakosainak száma 1911 fő (2020. április 1.).

## Népesség
A település népességének változása:

| 2010 | 1 969 |
| 2020 | 1 911 |